# Kemnitzerschleif
Kemnitzerschleif (auch Kemnitzer Schleif) ist ein Gemeindeteil des Marktes Moosbach im Oberpfälzer Landkreis Neustadt an der Waldnaab, Bayern.

## Geographische Lage
Die Einöde Kemnitzerschleif liegt am Tröbesbach etwa einen Kilometer südwestlich von Moosbach.

## Geschichte
Zum Stichtag 23. März 1913 (Osterfest) wurde Kemnitzerschleif als Teil der Pfarrei Moosbach mit einem Haus und neun Einwohnern aufgeführt.
Am 31. Dezember 1990 hatte Kemnitzerschleif einen Einwohner und gehörte zur Pfarrei Moosbach.